# إنسانيات
الإنسانيات هي التخصصات العلمية التي تَدرُس حالات الإنسان باستخدام وسائل تحليلية، نقدية أو فكرية بالدرجة الأولى. وهي متميزة عن أكثر المناهج العملية في علوم الطبيعة.
العلوم الإنسانية تتضمن اللغات القديمة والجديدة؛ الأدب، التاريخ، الفلسفة، الديانة والفنون البصرية والتعبيرية كالموسيقى والمسرح. العلوم الإنسانية تُعتبر أيضاً كعلوم اجتماعية شاملة للتاريخ، الأنثروبولجي أو علم الإنسان، علم المناطق، علوم الاتصال، علوم الثقافات، القانون واللغويات العلماء الذين يدرسون العلوم الإنسانية في بعض الأحيان يُطلق عليهم «الإنسانيون» غير أن المصطلح أيضاً يشير للوضع الفلسفي للإنسانية، التي يرفضها بعض علماء العلوم الإنسانية وهم ضد فكرة الأنسنة. بعض المدارس الثانوية تقدم فصول للعلوم الإنسانية، عادة تتألف من الأدب الإنجليزي، الدراسات العالمية والفن.
المجالات الإنسانية كالتاريخ، علم الإنسان الثقافي والتحليل النفسي كلها علوم موضوعية حيثُ الوسائل التجريبية لا تُطبق، فتدخل ضمن الوسائل النسبية والبحث المُقارن.
وهذه العلوم المسماة بالعلوم الإنسانية تكتفي بدراسة الإنسان من الناحية المعنوية أي تصرفاته، هويته، علاقته بالأخرين...إلخ عكس العلوم الطبيعية التي تهتم بدراسة الإنسان من الناحية المادية.

## مجالات علوم الإنسان أو الإنسانيات

### الكلاسيكية
الكلاسيكية، في التقليد الأكاديمي الغربي، تُشار إلى ثقافة العصر الكلاسيك، وهي الحضارات القديمة اليونانية والرومانية دراسة الكلاسيكيات تُعتبر واحدة من أحجار الزاوية في العلوم الإنسانية، غير أن شعبيتها تضاءلت خلال القرن العشرين. مع ذلك، تأثير الأفكار الكلاسيكية في كثير من مجالات العلوم الإنسانية كالفلسفة والأدب ظلَ قوياً. على سبيل المثال، ملحمة جلجامش من بلاد الرافدين، كتاب الموتى المصري، الفيدات والأوبانيشاد في الهند وكتابات مُختلفة نُسبت لكونفوشيوس، لاوتسي وجوانغ زي في الصين.

### التاريخ
التاريخ منهجياً هو جمع معلومات من الماضي، حين يُستخدم كمجال للدراسة يصبح مجالاً لتفسير السجلات البشرية، المجتمعات، المؤسسات والكثير من المواضيع التي تغيرت مع مرور الوقت.
تقليدياً، دراسة التاريخ أصبحت تعتبر جزءاً من العلوم الإنسانية في الأكاديميات الحديثة، التاريخ يصنف أحياناً كعلوم اجتماعية.

### اللغات
على الرغم من أن الدراسة العلمية للغات تُعرف بعلم اللغة وهو علم اجتماعي، غير أن دراسة اللغات ما زالت مركزاً للإنسانيات، وكرس عدد كبير من علماء الفلسفة في القرن العشرين والحادي والعشرين قدر كبير في تحليل اللغة وفي التساؤل كما ادعى فيتجنشتاين ما إذا كانت الكثير من الالتباسات الفلسفية جاءت بسبب مفردات اللغة التي نستخدمها. والنظرية الأدبية كشفت عن السمات البلاغية والترابطية والترتيبية للغة، والتاريخيين اللغويين قاموا بدراسة وتطوير اللغات عبر الزمن. الأدب يعطي استخدامات مختلفة للغة تشمل أشكال النثر كالرواية والشعر والدراما، وأيضاً يُعتبر في قلب مناهج علوم الإنسان الحديثة. البرامج على مستوى الكليات بالنسبة للغات الأجنبية تتضمن دراسة الأعمال المهمة للأدب في اللغة نفسها، بالإضافة للغة بحد ذاتها.

### القانون
في التعبير العام، القانون يعني قواعد (مختلفة عن القواعد الأخلاقية) قابلة للتطبيق من خلال مؤسسات. دراسة القانون تجاوزت الحدود بين العلوم الاجتماعية والإنسانيات، اعتماداً على نظرة الشخص في البحث عن أهدافه وتأثيره. القانون ليس دائماً قابل للتنفيذ خصوصاً في سياق العلاقات الدولية قد تم تعريفه على أنه «نظام من القواعد» كمفهوم تفسيري لتحقيق العدالة، و «كسلطة» لتحقيق مطالب الناس، وحتى «كأوامر ملكية أو قيادية مدعومة بتهديد من عقوبة». لكن حين يفكر الشخص في القانون، هو فعلياً مؤسسة مركزية اجتماعية. السياسة القانونية تشمل مظاهر التفكير العملي من كل العلوم الاجتماعية تقريباً ومجالات علم الإنسان أو الإنسانيات، والقوانين هي السياسة، لأن السياسين هم من يضعوها. القانون هو فلسفة، لأن توجهاتهم الأخلاقية والأدبية تُشكل أفكارهم. القانون يحكي الكثير من قصص التاريخ، لأن التشريعات، الدعاوى القضائية والمدونات القانونية تشكلت عبر الزمن. والقانون هو اقتصاد، لأن أي قاعدة عن عقد أضرار والقوانين الملكية وقوانين العمل وقوانين الشركات وكثير غيرهم ممكن أن تملك تأثير طويل الأمد. اسم القانون مستمد من اللغة الإنجليزية القديمة، تعني شئ منصوص أو ثابت والصفة القانونية تأتي من الكلمة اللاتينية القانون lex.

### الأدب
الأدب مصطلح غامض جداً في شموليته، قد يعني أي تسلسل لكلمات قد تم الحفاظ عليها لنقلها في صيغة معينة (متضمناً للنقل الشفوي). أكثر حصراً هو عادةً يُستخدم للقيام بأعمال تخيلية كالقصص والأشعار والمسرحيات، وأكثر حصراً يُستخدم الأدب كتشريف ويطبق فقط على أولئك الذين يعملون ويستحقون الجدارة والاستحقاق.

### براكسيولوجي
براكسيولوجي هو دراسة استنتاجية لأفعال الإنسان بناءً على الفعل البديهي.

### الفن التعبيري
الفنون التعبيرية تختلف عن الفنون التشكيلية كما في السابق يستخدم الفنان جسده، وجهه وحضوره كبيئة وبعد ذلك استخدم مواد كالصلصال والمعادن أو الطلاء حيث يمكن صبها أو تحويلها لابتكار عمل فني الفن التعبيري يتضمن الألعاب البهلوانية والبوكس والكوميديا والرقص والسحر والموسيقى والأوبرا والأفلام والشعوذة والمسيرات الفنية كفرقة النحاس والمسرح.
الفنان الذي يُشارك في هذه الفنون أمام الجماهير يُطلق عليه «المؤدي» سواء كان ممثل أو كوميدي أو راقص أو موسيقي. ومغني الفن التعبيري أيضاً مدعوم من قبل آخرين يشاركون في مجالات أخرى ككتاب الأغاني وطاقم العمل المسرحي أو الفلم. المؤديين عادة يُلائمون مظهرهم مع الأزياء والمكياج المسرحي. هناك أيضاً شكل مُخصص من الفنون الجميلة حين يقوم المؤدي بعمله مُباشرةً للجمهور هذا يُسمى فن الأداء معظم الفن الأدائي يتضمن بعض من الفن التشكيلي، ربما في إنشاء الدعائم الرقص، وكان عادةً يشار إليه كفن تشكيلي في عهد الرقص الحديث.

### موسيقى
الموسيقى كمجال أكاديمي من الممكن أن يتخذ عدة مسارات تتضمن الأداء الموسيقي وتدريس الموسيقى (تدريب معلمين الموسيقى)وعلم الموسيقى وعلم موسيقى الشعوب ونظرية الموسيقى والقطع الموسيقية طالب المرحلة الجامعية في تخصص الموسيقى عادةً يأخذ دورات في كل هذه المجالات، بينما الطالب المتخرج يصب تركيزه على مسار واحد معين في الفنون الحرة التقليدية، الموسيقى أيضاً تُستخدم في توسيع المهارات لغير الموسيقين بتدريس مهارات كالتركيز والإصغاء.

### المسرح
المسرح (باليونانية ثيّاترون "theatron" θέατρον) هو فرع من فروع الفنون الأدائية التي تُعنى بتمثيل القصص أمام الجمهور، باستخدام مزيج من الكلام والإيماءات والموسيقى والرقص والصوت والمشاهد. بالطبع يتضمن واحداً أو أكثر من عناصر الفنون الأدائية الأخرى. بالإضافة إلى نص الحوار الاعتيادي فإن المسرح يأخذ عدة أشكال كالأوبيرا والباليه والفن التقليدي والكابوكي؛ فن شعبي ياباني والرقص الهندي الكلاسيكي والأوبيرا الصينية والتمثيل الصامت.

### الرقص
الرقص (بالإنجليزية"dance" الكلمة بالأصل من الفرنسية القديمة "dancier"، أو ربما من الإفرنجية) تشير بصفة عامة إلى حركة الإنسان التي تستخدم إما كشكل من أشكال التعبير، أو لكي تُقدم في مناسبات اجتماعية روحانية، أو في جلسات الأداء. كما أن الرقص طريقة لوصف غير فعلي في الاتصال. (انظر لغة الجسد) بين الإنسان أو الحيوان (كن راقصا، قابل الرقص)، وبالإشارة إلى غاية السكون؛ قد يغادر الرقص في الريح. علم الرقص هو فن تصميم أو إنشاء الرقصة، والشخص الذي يقوم بهذا العمل يسمى «مصمم الرقصات».
ويعتمد الرقص على القيود الاجتماعية والثقافية والجمالية والفنية والأدبية. وماهية الرقص هو عبارة عن مجموعة من حركات (مثل الرقص الشعبي) أو تقنيات مثل رقص الباليه، كما أن الرياضة والجمباز والتزلج على الجليد والسباحة المتزامنة، جميعها أحد أشكال الرقص، بينما يتم مقارنة الفنون القتالية في غالب الأوقات بالرقص.

### الفلسفة
الفلسفة اشتقاقاً «حب الحكمة»، بشكل عام هي دراسة المشاكل المتعلقة بأمور مثل الوجود، والمعرفة، والتبرير، والحقيقة، والعدالة، والحق والباطل، والجمال، والشرعية، والعقل، واللغة. الفلسفة هي أبرز الطرق في براعة الخطاب وهذه القضية بواسطة الانتقاد العام المنظم المعتمد على التعامل والاقتراحات والمسببات والجدال بالإضافة إلى التجارب (تجريبي الفلسفة الشاذة).
الفلسفة اعتادت أن تكون كلمة شاملة جداً، تتضمن ما هو قادم قبل أن تنعزل عن الانضباط مثل الفيزياء، وكما لاحظ (إيمانويل كانت أو عمانوئل كانط أن الفلسفة القديمة قسمت إلى ثلاثة علوم: الفيزياء، والأخلاق، والمنطق) أما اليوم فمجالات الفلسفة هي المنطق والأخلاق والميتافيزيقيا -علم ما وراء الطبيعة- والابستمولوجيا -نظرية المعرفة-. ومازال هناك تداخل مستمر مع فروع الدراسات الأخرى، مجال علم دلالات الألفاظ على سبيل المثال يربط بين الفلسفة واللسانيات.
ومنذ بدايات القرن العشرين تم تدريس الفلسفة في الجامعات خصوصا المناطق التي تتكلم اللغة الإنجليزية من العالم، حيث أصبحت بارعة في التحليل. والفلسفة التي تقوم على التحليل توصف بأنها فلسفة واضحة وطريقة صارمة نقدية حيث تركز على استخدام المنطق وطرق التعليل المختلفة خاصة المنطق الرياضي والرمزي، مقارنة مع نظام الفلسفة الأوربية؛ طريقة النقد هذه تدين بشكل كبير لعمل الفلاسفة أمثال قوتلب فيرجيه وبيرتناد روسيل وجي أي مور ولادويق وفيتغنشتاين.

### الديانة
فلسفات وديانات جديدة بدأت في الظهور في كُلاً من الشرق والغرب، خصوصاً حوالي القرن السادس، مع مرور الزمن، عدد كبير من الديانات بدَأ في الظهور في العالم مع الهندوسية، واليانية، والبوذية في الهند، والزرادشتية في بلاد فارس أصبحت من أهم الديانات الرئيسية. وفي الشرق هناك ثلاث مدارس فكرية حيث يسيطر عليها الفكر الصيني حتى عهد قريب وهي الطاوية والتقيد بالقانون والكونفوشية؛ العادة الكونفوشية تستمد سيطرتها عن طريق القوة وليس عن طريق غلبة القانون، وتعتبر مثالا للسياسية الأخلاقية في الغرب، التقليد الفلسفي اليوناني متمثلاً في أعمال بلاتو، وأريستوتل انتشر في أوروبا والشرق الأوسط بواسطة فتوحات الإسكندر المقدوني في القرن الرابع ميلادي. الديانات الإبراهيمية هي الديانات المنحدرة من تقاليد عريقة قديمة تعود نسبتها لإبراهيم (حوالي 1900 قبل الميلاد) بطريرك ذُكرت حياته في إنجيل (العهد القديم). حيثُ يُوصف بأنه نبي (سفر التكوين 20:) وفي القرآن أيضاً يُعتبر نبي. وهذا يشكل مجموعة كبيرة للأديان التوحيدية بشكل كبير، حيث تشمل اليهودية، والنصرانية، والإسلام حيث تتألف من أكثر من نصف اتباع الديانيات في العالم.

### الفنون البصرية
تاريخ الفنون البصرية
التقاليد العظيمة في الفن، لها أساس في إحدى الحضارات القديمة، كاليابان القديمة، واليونان، وروما، والصين، والهند، وبلاد ما بين النهرين، وأمريكا الوسطى.
الفن اليوناني القديم أعطى تبجيل للشكل البنيوي للإنسان وتطوير المهارات المتكافئة لإظهار الجهاز العضلي، الاتزان، الجمال والنسب التشريحية الصحيحة. الفن الروماني القديم يصور الآلهة كبشر مثالي، يظهر مع صفات مُميزة (مثال زيوس الصاعقة).
في بيزنطا والقرون الوسطى كان لسيطرة الكنيسة لتعابير الكتاب المقدس وليس لمواد ترتبط بالحقيقة. عصر النهضة شهد العودة إلى تقييم العالم المادي، وهذا التبدل انعكس على أشكال الفن. حيث يُظهر تجسيد الجسم البشري والواقع الثلاثي الأبعاد للمشهد.
الفن الغربي بشكل عام عمل بشكل مشابه لأسلوب الفن الغربي في العصور الوسطى، أي يُركز على السطوح والألوان المحلية (أي اللون الواضح الصريح للشيء، كالأحمر الأساسي للرداء الأحمر عوضاً عن تحوير هذا اللون من الضوء، والظل، والانعكاس). والسمات في هذا النمط أو الأسلوب هو أن اللون المحلي عادة يُعرف بخطوط عريضة (ما يُعادل حالياً رسوم الكرتون)، وهذا واضح على سبيل المثال بفن الهند والتبت واليابان.
فالفن الإسلامي يحرم التصوير (رسم أو نحت الإنسان أو الحيوان) وبدلا عن ذلك يبيح التعبير عن المعتقدات الدينية من خلال علم الهندسة، والمسلمات الفيزيائية، والمنطقية التي تم تصورها من حركة التنوير الفلسفية في القرن التاسع عشر. لكن تم دحضها ليس فقط بسبب الاكتشاف الجديد للنظرية النسبية من قبل آينشتاين، وعلم النفس غير المرئي من قبل فرويد ولكن أيضا بسبب التطور التقني غير المسبوق، وزيادة التفاعل العالمي خلال هذه الفترة شهد له تأثير يعادل الثقافات الأخرى في الفن الغربي.

## أنواع وسائل الإعلام

### الرسم
الرسم هو طريقة تكوين الصورة، وذلك باستخدام طائفة واسعة من الأدوات والتقنيات. يتضمن بشكل عام وضع علامات على السطح بواسطة الضغط عن طريق أداة، أو بتحريك الأداة عبر السطح المراد الرسم عليه. الأدوات الشائعة هي أقلام الجرافيت والقلم والحبر والفرش المُحبرة وأقلام الشمع الملونة والطباشير الملونة والفحم والباستيل وأدوات التعليم. وتستخدم الأدوات الرقمية التي تحاكي تأثير هذه الأدوات أيضا. التقنيات الرئيسية المستخدمة في فن الرسم هي الرسم بالخطوط والتهشير والتهشير المتقاطع والتهشير العشوائي والخربشة والترقيط والمزج. والفنان الذي يبرع في الرسم يُشار إليه بوصفه رسام.

## اللوحة/رسم اللوحات
اللوحة / رسم اللوحات بأخذها حرفياً هو عملية وضع الأصباغ العالقة في ناقل (أو وسيط) وعامل ملزم (الغراء) على سطح (الدعم) مثل قماش أو ورق أو جدار. ومع ذلك، عندما تستخدم بالمعنى الفني فهذا يعني استخدام هذا النشاط بمشاركة الرسم والتركيب وغيرها من الاعتبارات الجمالية الأخرى من أجل إظهار نية معبرة ومفهومة للممارس. كما يستخدم رسم اللوحات للتعبير عن الدوافع الروحية والأفكار؛ هناك مواقع يظهر فيها هذا النوع من الرسم تتراوح بين الأعمال الفنية التي تصور شخصيات أسطورية على الفخار إلى كنيسة سيستين بالفاتيكان إلى جسم الإنسان نفسه.
اللون هو شيء شخصي للغاية، لكنهُ يحمل أثاراً نفسية يمكن ملاحظتها، على الرغم من أنها يمكن أن تختلف من ثقافة لأخرى. في الغرب اللون الأسود مرتبط بالحداد، لكن في أماكن أخرى قد يكون اللون الأبيض مرتبطاً به. بعض الرسامين، المنظرين، الكتاب والعلماء بما فيهم غوته، كاندينسكي، إسحاق نيوتن، قد كتب كل منهم نظرية الألوان الخاصة به. علاوةً على ذلك استخدام اللغة يعتبر تعميماً عندما يعادل بالألوان. عندما نقول أحمر على سبيل المثال فإن هذه الكلمة تعطي دلالة واسعة لتشعب الأحمر النقي في الطيف لا يوجد سجل رسمي للألوان المختلفة بالطريقة التي يوجد بها اتفاق على النغمات الموسيقية المختلفة، مثل C أو #C. على الرغم من ذلك فإن نظام بانتون مُستخدم على نطاق واسع في صناعة الطباعة والتصميم من أجل هذا الغرض.
الفنانون الحديثون لديهم ممارسة واسعة للرسم وتشمل إلى حد بعدي على سبيل المثال فن التجميع، وهذا بدأ مع المدرسة التكعيببية وهي ليست مدرسة رسم شديدة الصرامة، كما أن بعض الرسامين الحديثين يستخدمون مختلف المواد مثل الرمل والأسمنت والتبن والخشب في أشغالهم والمثال الأوضح لهذا هي أعمال أنسلم كيفر. والفن الحديث والمُعاصر ابتعد كثيراً عن القيم التاريخية في الصياغة لصالح المفهوم، هذا يقود البعض ليقول أن الرسم التشكيلي كنوع مهم من الفن قد مات. لكن هذا لم يردع معظم الفنانين في الاستمرار بممارسته إما كجزء أو كلي من أعمالهم.

## أصل المصطلح
كلمة العلوم الإنسانية (بالإنجليزية "humanities" مشتقة من التعبير اللاتيني في عصر النهضة «الدراسات الإنسانية_studia humanitatis»)أو («دراسة الإنسانية_Study of Humanity» كلمة«انسانية_humanity» كلمة تحمل معاني أخرى في اللاتينية وهي «الثقافة_culture», «التحسين_refinement», «التعليم_education» بالتحديد «التعليم المناسب لرجل الزراعة_education befitting a cultivated man») عندما استُخدم هذا المصطلح في بدايات القرن الخامس عشر الميلادي، كانت الدراسات الإنسانية عبارة عن دورة تتكون من القواعد والشعر والبلاغة والتاريخ والفلسفة الأخلاقية، المشتقة بالأساس من الدراسات اليونانية واللاتينية الكلاسيكية. كلمة «الإنسانية- humanitas» أدت إلى ظهور تعبير جديد في عصر النهضة الإيطالي «أومانيستي-umanisti-بمعنى الإنسانية» حيث أن «humanist-إنساني»، «Renaissance humanism-عصر النهضة الإنساني»

## تاريخ العلوم الإنسانية
في الغرب يمكن تتبع دراسة العلوم الإنسانية من اليونان القديمة حيث كان الأساس في التعليم الواسع للمواطنين. تطور مفهوم الفنون السبعة خلال العصور الرومانية، وتشتمل تلك الفنون على (الفنون الثلاث) وهي القواعد والبلاغة وعلم المنطق إلى جانب (الفنون الأسمى) وهي علم الحساب وعلم الهندسة وعلم الفلك والموسيقى. هذه المواضيع أخذت الحيز الأكبر من التعليم في العصور الوسطى، مع التشديد على العلوم الإنسانية كمهارات أو كأنشطة يتم ممارستها.
في القرن الخامس عشر، طرأ تغيير كبير على النهضة الإنسانية عندما بدأت العلوم الإنسانية تصبح مواضيعا للدراسة لا للممارسة، إلى جانب ذلك ظهر تغيير مماثل يبعد عن المجالات التقليدية ويتجه إلى جوانب أخرى مثل الأدب والتاريخ. في القرن العشرين وجهة النظر هذه واجهت تحديات من قبل حركة ما بعد الحداثة، والتي تسعى إلى إعادة تعريف العلوم الإنسانية بحيث تصبح عادلةً أكثر وملائمة للمجتمع الديموقراطي.

## العلوم الإنسانية اليوم

### في الولايات المتحدة الأمريكية
مؤشرات العلوم الإنسانية، التي كُشف النقاب عنها في 2009 من قبل الأكاديمية الأمريكية للعلوم والفنون، تعتبر أول تجميع شامل للبيانات المتعلقة بالعلوم الإنسانية في الولايات المتحدة، والتي توفر للعلماء وصانعي السياسات والعامة معلومات مفصلة عن تعليم العلوم الإنسانية من التعليم الابتدائي إلى التعليم العالي، القوى العاملة والتمويل والبحث في مجال العلوم الإنسانية، وأيضاً الأنشطة التي يقوم بها العامة في هذا المجال. على غرار مؤشرات العلوم والهندسة الصادرة من مجلس العلوم الوطني. وتتميز مؤشرات العلوم الإنسانية على أنها مصدر معتمد في تحديد المعايير التي تساعد على تحليل حالة العلوم الإنسانية في الولايات المتحدة الأمريكية.
العديد من الجامعات والكليات الأمريكية تؤمن في فكرة تعميم تعليم العلوم الإنسانية، بمعنى أنه يتوجب على كل طالب أن يدرس العلوم الإنسانية إلى جانب تخصصه. جامعتي شيكاجو وكولمبيا كانتا من الأوائل في فرض دراسة الفلسفة والأدب والفنون على جميع الطلاب. هناك كليات أخرى تفرض سنتين من دراسة العلوم الإنسانية ككلية القديس جون وكلية القديس آنسيلم وكلية بروفيدينس. من الدعاة المشهورين للعلوم الإنسانية في الولايات المتحدة الأمريكية Mortimer J. Adler و E. D. Hirsch, Jr.
لجنة روكرفيلر في عام 1980 وصفت العلوم الإنسانية في تقريرها، العلوم الإنسانية في الحياة الأمريكية؛
أن من خلال العلوم الإنسانية فنحن نفكر في السؤال الأساسي: ماذا يعني أن تكون إنسانا؟ العلوم الإنسانية تعرض دلائل على الإجابة ولكنها لا تعطي جوابا كاملا أبدا فهي تكشف عن محاولات الناس لخلق معنى أخلاقي وروحي وفكري للكلمة اللا عقلانية كاليأس والوحدة والموت واضحة مثل الولادة والصداقة والأمل والسبب.
وعدد متزايد من النقاد يرى التعليم في الفنون المتحررة غير متصل بالموضوع أو مثل أن تتعلم أكثر وأكثر عن أشياء أقل وأقل فالتعليم بذلك لم يعد يحضر الطلاب لسوق العمل الأمريكي في ظل المنافسة المتزايدة بفضل أعداد الخريجين بعد الحرب العالمية الثانية، استفاد الملايين من قدامى المحاربين من قانون (جي ال بل) زيادة التوسع في إعطاء المنح والقروض الدراسية من قبل الحكومة الفيدرالية الأمريكية أدى إلى زيادة عدد المتخرجين من الجامعات. في عام 2003 ما يقارب 53٪ من السكان تلقوا تعليماً جامعي. 27,2٪ منهم حصلوا على شهادة البكالوريوس فيما حصل 8٪ على شهادت عليا. وجهة النظر المضادة هي «أن الإلمام بمجموعة من المعارف وطرق التحري واكتشاف العلوم والفنون والقدرة على دمج المعرفة والخبرة والسلوك لربما يكون لها قيمة دائمة في مثل هذا العالم المتغير أكثر من التقنيات المتخصصة والتدريب والتي يمكن أن يعفو عنها الزمن بشكل أسرع».

### في العصر الرقمي
طور الباحثون في العلوم الإنسانية العديد من مقاييس المجاميع الرقمية منها الكبير والصغير، مثال على ذلك المجاميع الرقمية للنصوص التاريخية، جنبا إلى جنب مع الطرق والأدوات الرقمية التي تستخدم لتحليلها. يشمل الهدف اكتشاف كل معرفة جديدة وتصور البيانات البحثية في طرق جديدة وكاشفة ويسمى المجال الذي تحدث فيه كثير من هذه الأنشطة بالعلوم الإنسانية الرقمية.

## العلوم الإنسانية الشرعية
الأزمة الجديدة التي تواجه علماء العلوم الإنسانية في الجامعة لها أوجه عدة فقد اعتمدت الجامعات في الولايات المتحدة على وجه الخصوص مبادئ توجيهية للشركات التي تسعى للربح سواء من التعليم الجامعي أو المنح الدراسية الأكاديمية والبحثية. مما أدى لزيادة الطلب على التخصصات الأكاديمية لتبرير وجودها على أساس انطباق الضوابط على العالم الخارجي للجامعة. {فهي بحاجة لمصدر معين} زيادة التركيز من قبل الشركات على «مبدأ التعلم مدى الحياة» والذي له تأثير على دور الجامعة كمعلم وباحث. وقد اختلفت الردود اختلافاً واسعاً سواء داخل أو خارج الجامعة فيما يخص المعايير المؤسسية المتغيرة والتركيز بشكل أكبر على تغيير مايشكل «مهارات جديدة» في عالم التكنولوجيا، المواطنة، التأمل الذاتي، العلوم الإنسانية.
منذ أواخر القرن التاسع عشر، كان المبرر الأساسي للعلوم الإنسانية هو مساعدة وتشجيع التأمل الذاتي، والذي بدوره يساعد على تطوير وعي الشخصية وإحياء الشعور بالواجب المهني.
ركزت ويلهلم ديلثي وهارس جورج جادمير على العلوم الإنسانية بوصفها محاولة لتمييز نفسها عن العلوم الطبيعية للبشرية وذلك لفهم التجارب الخاصة، وهذا مافهموه بزعمهم أن العلاقات مثل تفكير الناس من خلفيات ثقافية متشابهة يخلق إحساسًا بالاستمرارية الثقافية مع الماضي الفلسفي.
مفكرين من نهاية القرن العشرين وبداية القرن الواحد والعشرين وسعوا مفهوم «السرد الخيالي» إلى القدرة على فهم تجارب الآخرين التي كانت خارج الإطار الثقافي والاجتماعي للشخص. يزعم أنه من خلال السرد الخيالي، يتكون عند طلاب ومفكرين العلوم الإنسانية ضمير مناسب أكثر لعالمنا متعدد الثقافات. هذا الرأي قد يتخذ شكلاً انفعالياً حيثُ يسمح بتأمل ذاتي أكثر فاعلية وقد يمتد إلى تنشيط التعاطف الذي يسهل توزيع الخدمات المدنية حيث المواطنين المسؤولين في العالم يجب أن يُشاركوا. لكن هناك مُعارضة حول مستوى تأثير دراسة علوم الإنسان على الفرد، وهل المفاهيم القادمة من المشاريع الإنسانية بإمكانها أن تضمن تأثير إيجابي مُحدد على الناس.

## الحقيقة والمعنى والعلوم الإنسانية
الفصل بين العلوم الإنسانية والعلوم الطبيعية أعطى حجج حول المعنى في العلوم الإنسانية تتميز العلوم الإنسانية عن العلوم الطبيعية بطريقة الإستيعاب، لا بطبيعة العلم نفسه. والعلوم الإنسانية تُركز على فهم المعنى، والغاية، والأهداف ويعزز تقدير الظواهر التاريخية الفردية والاجتماعية؛ كطريقة تفسيرية لإيجاد الحقيقة. عوضاً عن شرح العلة من الحوادث أو كشف الحقيقة عن العالم الطبيعي. والسرد الخيالي هو أداة مهمة في إعادة إنتاج المعنى المفهوم في التاريخ، والثقافة، والأدب.
التخيل كجزء من مجموعة أدوات للفنانين والعلماء، يخدم كعجلة لابتكار المعنى الذي يستدعي انتباه الجماهير طالما أن علماء الإنسانيات دائماً ضمن إطار التجارب الحية، نظرياً لا معرفة مُطلقة ممكنة. فالمعرفة هي عملية غير مُنقطعة من الاختراع وإعادة اختراع السياق الذي يُقرأ منه النص. فما بعد البنيوية قد شكلت مدخلا للدراسات الإنسانية استناداً على تساؤلات حول المعنى، والقصد، والتأليف. وبعد ما تم نشر مقالة «موت الكتاب» للناقد الفرنسي رولان بارت، سعت العديد من التيارات النظرية كالتشريحية وتحليل الخطاب إلى فضح الإيدلوجيات والخطابات المنطوقة لإنتاج كلاً من المقاصد مزعومة المعنى والموضوعات التفسيرية للدراسات الإنسانية. هذا الاكتشاف فتح الهيكل التفسيري للعلوم الإنسانية لانتقاد المنحة الدراسية في العلوم الإنسانية لإنها غير علمية ولذلك غير مُناسبة لإدراجها ضمن المنهج الجامعي الحديث لطبيعة معناها السياقي المتغير.
البعض، مثل ستانلي فيش زعم أن الإنسانية قادرة على الدفاع عن نفسها من خلال رفض تقديم أي مطالبات من المرافق. (في المقام الأول لربما فكر فيش في الدراسة الأدبية، بدلاً من التاريخ والفلسفة). وفقاً لفيش فإن أي محاولة لتبرير العلوم الإنسانية من حيث الفوائد الاجتماعية فلنقل مثلاً «زيادة الإنتاجية» أو من حيث الآثار النبيلة على الفرد مثل «زيادة الحكمة وتقليل الخلل»، لا أساس لها. ببساطة هي تضع طلبات مستحيلة على الأقسام الأكاديمية ذات العلاقة وأبعد من ذلك. التفكير الناقد الذي يمكن القول أنه نتيجة لتدريب إنساني يمكن الحصول عليه من سياقات أخرى والعلوم الإنسانية لا تقدم حتى مزيداً من الفعاليات الاجتماعية (ما يُسميها الاجتماعيين أحياناً «الرأس الثقافي» أو العاصمة الثقافية) حيث كانت مُساعدة للنجاح في المجتمع الغربي قبل عصر التعليم الشامل الذي تبع الحرب العالمية الثانية.
عوضاً عن ذلك، علماء مثل (فيش) أشاروا إلى أن العلوم الإنسانية تقدم نوع متفرد من المتعة؛ بناءً على السعي المشترك وراء المعرفة في هذا النقاش، فالممارسة الأكاديمية للمتعة تستطيع إعطاء رابط بين الأماكن الخاصة والعامة في المجتمع المستهلك الغربي الحديث وتقوية المجال العام الذي بالنسبة لكثير من المنظرين هو الأساس للديموقراطية الحديثة.

## رومانسي وينبذ العلوم الإنسانية
يعتبر الفهم الضمني للعديد من هذه الجدالات داعماً إلى أن العلوم الإنسانية هي تحضيرات للحجج باتجاه الدعم العام للعلوم الإنسانية يؤكد جوزيف كارول أننا نعيش في عالم متغير، عالم تكون فيه «العاصمة الثقافية» قد جرى استبدالها بـ«محو الأمية العلمية». وعالم تكون فيه فكرة الرومانسية لعالم من عصر نهضة العلوم الإنسانية قد عفا عليها الزمن. هذه الحجج تُناشد القرارات والاضطرابات حول الجدوى الأساسية من العلوم الإنسانية، بالذات في عصر على ما يبدو من المهم فيه أن علماء الأدب، والتاريخ، والفن يشاركون في العمل التعاوني مع علماء ذو خبرة أو حتى ببساطة أن يستخدموا النتائج العلمية التجريبية استخدام ذكي. المفهوم في عصرنا الحالي الذي يركز على الكفاءة المثالية والفائدة العملية. علماء الإنسانيات أصبحوا مُهملين وربما انتهى بشكل قوي في إشارة إليه عن طريق أخصائية الذكاء الصناعي مارفن مينسكي. «مع كل المال الذي نهدره على العلوم الإنسانية والفن، أعطني هذا المال وأنا سأبنيك لتكن طالب أفضل».
مينسكي يؤمن بتفوق المعرفة التقنية وقدرته على تحجيم علماء العلوم الإنسانية لليوم لأثر قديم من الماضي مُدعماً بدافعي الضرائب الرومانسيين المنادين بإعتزازعن أيام GI بيل، فهو يوافق العديد من الباحثين والمهتمين بالثقافات في أن يُسمّوا بـ«باحثي ما بعد العلوم الإنسانية» الفكرة هي أن التيارات الحالية في المفهوم العلمي للإنسان الحي تدعو بوضع التصنيفات الأساسية للإنسان لموضع تساؤل مثال على هذه التيارات ادعاءات علماء الإدراك أن العقل بكل بساطة قطعة حاسوبية، علماء الوراثة يقولون أن الإنسان البشري لم يعد قشرة مؤقتة تُستخدم عن طريق التكاثر الذاتي للجينات (أو حتى الميم الواحدة بالنسبة لبعض لغويين ما بعد الحداثة) وعلماء الهندسة الحيوية يُضيفون أن يوماً ما قد يكون مُمكناً ومرغوب فيه خلق إنسان-حيوان هجين. عوضاً عن المشاركة في النمط القديم لدراسة العلوم الإنسانية، حركة مابعد الإنسانية على وجه الخصوص تميل لتكون أكثر اهتماماً باختبار وتوجيه حدود قدراتنا العقلية والجسمانية في عدة مجالات كالعلم الإدراكي والهندسة الحيوية من أجل أن تتجاوز الحدود الجسمانية الرئيسية التي تُحد من الإنسانية على الرغم من أن اعتبار دراسة العلوم الإنساينة مُندثرة، فإن الكثير من مناصري مابعد الإنسانية الأكثر فعالية مُشاركين بعمق في الأفلام والنقد الأدبي، التاريخ والدراسات الثقافية كما في كتابات دوناهاراواي وكاثرين إن هايليس وفي السنوات الأخيرة كان هناك سلسلة من الكتب والمقالات تعيد توضيح أهمية دراسة العلوم الإنسانية. الأمثلة تتضمن: هارود بلوم كيف تقرأ ولماذا (2001)، هانس أولريش جامبرج إنتاج الحاضر (2004)، فرانك فاريل، لماذا الأدب مهم؟ (2004) John Carey، يا ترى ما هي قيمة الفن؟ (2006) ليزا زون شاين، لماذا نحن نقرأ الخيال. (2006) أليكساندر نيهامس، فقط وعد من السعادة. (2007) ريتا فيلسكي، استخدامات الأدب.
تنقسم الإنسانيات بصفة عامة إلى:
- الأدب والنقد الأدبي والأدب المقارن.
- أدب كلاسيكي.
- الفلسفة.
- دراسة الأديان.
- دراسة القانون والتشريع.
- دراسة الفن وتاريخ الفن والنقد الفني ونظريات الفن.
- الموسيقى.
- الثقافات الإقليمية.
- التاريخ.
- علم الآثار.
- إلهيات.
- لسانيات.
- لغة.
- الدراسات الشرقية.